# Maler der Dresdener Lekanis
Der Maler der Dresdener Lekanis war ein attisch-schwarzfiguriger Vasenmaler, tätig etwa um 580–570 v. Chr. Er wanderte nach Böotien aus und ist identisch mit dem böotisch-schwarzfigurigen Horse-bird-Maler (Pferd-Vogel-Maler).
Der Maler erhielt seinen Notnamen nach einer in Dresden befindlichen Lekanis. Sie gehört zur Dresdner Skulpturensammlung und trägt die Inventarnummer ZV 1464. Das Gefäß ist 10,0 cm hoch, mit Henkeln 36,5 cm breit und hat eine Standfläche mit einem Durchmesser von 13,0 cm.
Typisch für den Maler sind Tierfriese, vor allem mit Sirenen, ihre Ausführung ist als Karikatur der Figuren des KX-Malers charakterisiert worden (John Boardman). Seine Vasen wurden nicht nur in Attika gefunden, sondern auch in Tarent, Alt-Smyrna und Ampurias (Spanien). Ein Großteil seiner Vasen wurde aus hellerem Ton gefertigt, als es bei attischen Vasen üblich ist, was damit zu erklären ist, dass er nach Böotien auswanderte, wo dieser Ton verwendet wurde. In Böotien wurde sein Malstil etwas gröber, der spezifische Zeichenstil mit Ritzungen und Verwendung aufgesetzter Farben lässt jedoch keinen Zweifel daran, dass es sich um dieselbe Malerpersönlichkeit handelt.
Seine Produktion in Böotien ist bei weitem größer als die in Athen, ihm werden über 60 Vasen zugeschrieben, die Mehrzahl davon Alabastra. Auch hier hat er wieder eine große Vorliebe für die Darstellung von Sirenen. Die Gefäße wurden wohl alle in Griechenland selbst gefunden, ganz überwiegend in Böotien.